# Джессап, Марион
Марион Холл Циндерштайн (англ. Marion Hall Zinderstein; 6 мая 1896, Аллентаун, Пенсильвания – 14 августа 1980), более известная под своим замужним именем Марион Джессап (англ. Marion Jessup), ― теннисистка из США. На Парижской Олимпиаде 1924 года завоевала серебряную медаль в миксте вместе со своим партнёром Винсентом Ричардсом.

## Карьера
Марион дважды выходила в финал одиночного зачёта Открытого чемпионата США по теннису. В 1919 году она победила чемпионку Моллу Маллори из Норвегии в полуфинале в двух сетах, но затем потерпела сокрушительное поражение от соотечественницы Хейзел Хочкисс-Уайтмен в финале со счётом 1-6, 2-6. В 1920 году Маллори отыгралась за прошлогоднее поражение в полуфинале и Марион вновь постигло тяжёлое поражение в финале со счётом 3-6, 1-6.
В 1924 году теннисистка стала чемпионкой в зальном одиночном разряде, одержав победу над Лилиан Шарман из Бруклина со счётом 6-2, 6-3 на национальном турнире, который проходил в городе Бруклайн (штат Массачусетс).
В 1979 году Джессап стала почётным членом Делавэрского музея спорта и зала славы.

### Финалы Большого Шлема

#### Одиночный зачёт
| Результат | Год  | Турнир        | Поверхность | Противник в финале | Результат |
| --------- | ---- | ------------- | ----------- | ------------------ | --------- |
| Поражение | 1919 | Чемпионат США | Трава       | Хейзел Хочкисс     | 6-1, 6-2  |
| Поражение | 1920 | Чемпионат США | Трава       | Молла Мэллори      | 6-3, 6-1  |

#### Парная игра
| Результат | Год  | Турнир        | Поверхность | Partner         | Противники в финале                    | Результат     |
| --------- | ---- | ------------- | ----------- | --------------- | -------------------------------------- | ------------- |
| Победа    | 1918 | Чемпионат США | Трава       | Элинор Госс     | Молла Бьюштедт Йоханна Рогге           | 7-5, 8-6      |
| Победа    | 1919 | Чемпионат США | Трава       | Элинор Госс     | Элеонора Сирс Хейзел Хочкисс-Уайтмен   | 10-8, 9-7     |
| Победа    | 1920 | Чемпионат США | Трава       | Элинор Госс     | Элинор Теннант Хелен Бейкер            | 6-3, 6-1      |
| Победа    | 1922 | Чемпионат США | Трава       | Хелен Уилз-Муди | Молла Маллори Эдит Сигурни             | 6-4, 7-9, 6-3 |
| Поражение | 1924 | Чемпионат США | Трава       | Элинор Госс     | Хелен Уилз-Муди Хейзел Хочкисс-Уайтмен | 6-4, 6-3      |

#### Микст
| Результат | Год  | Турнир        | Поверхность | Партнёр         | Противники в финале          | Результат      |
| --------- | ---- | ------------- | ----------- | --------------- | ---------------------------- | -------------- |
| Победа    | 1919 | Чемпионат США | Трава       | Винсент Ричардс | Баллин Флоренция Билл Тилден | 2-6, 11-9, 6-2 |